# Đường chín đoạn
Đường chín đoạn (giản thể: 九段线; phồn thể: 九段線; tiếng Anh: Nine-dash line; Hán-Việt: Cửu đoạn tuyến), còn gọi là Đường lưỡi bò, Đường chữ U, Đường chín khúc là tên gọi dùng để chỉ khu lãnh hải tại Biển Đông mà Trung Hoa Dân Quốc và sau này là Cộng hòa Nhân dân Trung Hoa (Trung Quốc) chủ trương và đơn phương tuyên bố chủ quyền. Nó xuất hiện lần đầu tiên vào tháng 2 năm 1948 dưới thời chính quyền Tưởng Giới Thạch, trong phụ lục "Bản đồ vị trí các đảo Nam Hải" của "Bản đồ khu vực hành chính Trung Hoa Dân Quốc", là đường hư tuyến do viên quan chức vụ nội chính tên Trịnh Tư Ước tiện tay vẽ mà không căn cứ vào bất kỳ cơ sở nào, theo học giả Lý Lệnh Hoa (Trung Quốc).
Vào ngày 12 tháng 7 năm 2016, trong vụ kiện chủ quyền của Philippines, Tòa án Trọng tài thường trực theo Phụ lục VII của Công ước Liên Hợp Quốc về Luật biển năm 1982 bác bỏ với lý do "không có căn cứ pháp lý cho việc Trung Quốc nêu quyền lịch sử với các tài nguyên nằm trong vùng biển trong Đường chín đoạn".

## Lịch sử

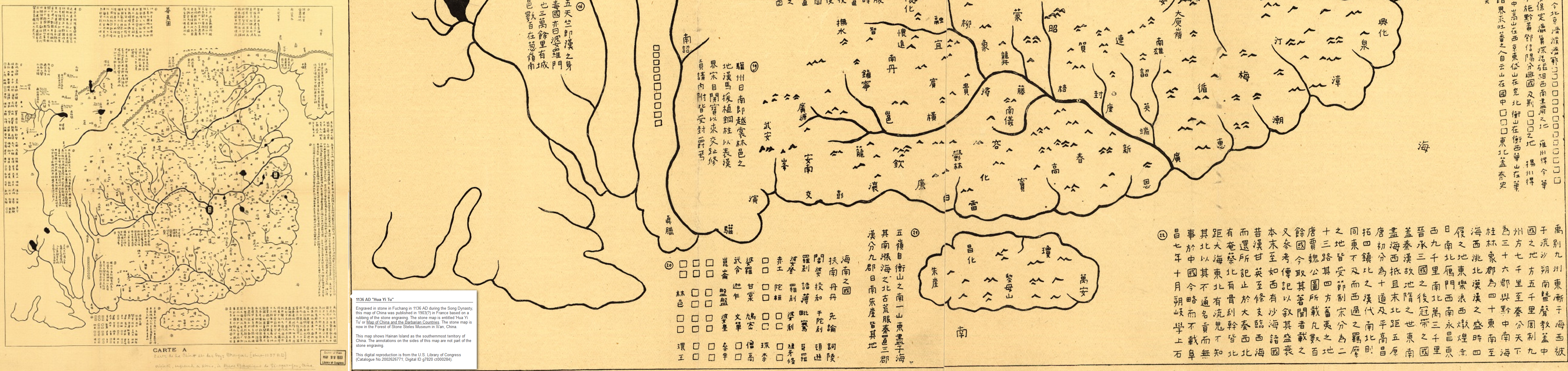
Bản đồ cổ của Trung Quốc thời Nhà Tống (1136) cho thấy đảo Hải Nam là cực nam của lãnh thổ Trung Quốc. (Lãnh thổ Trung Quốc (1136) không bao gồm đường chữ U bao trọn các quần đảo trên Biển Đông: Hoàng Sa, Trường Sa).

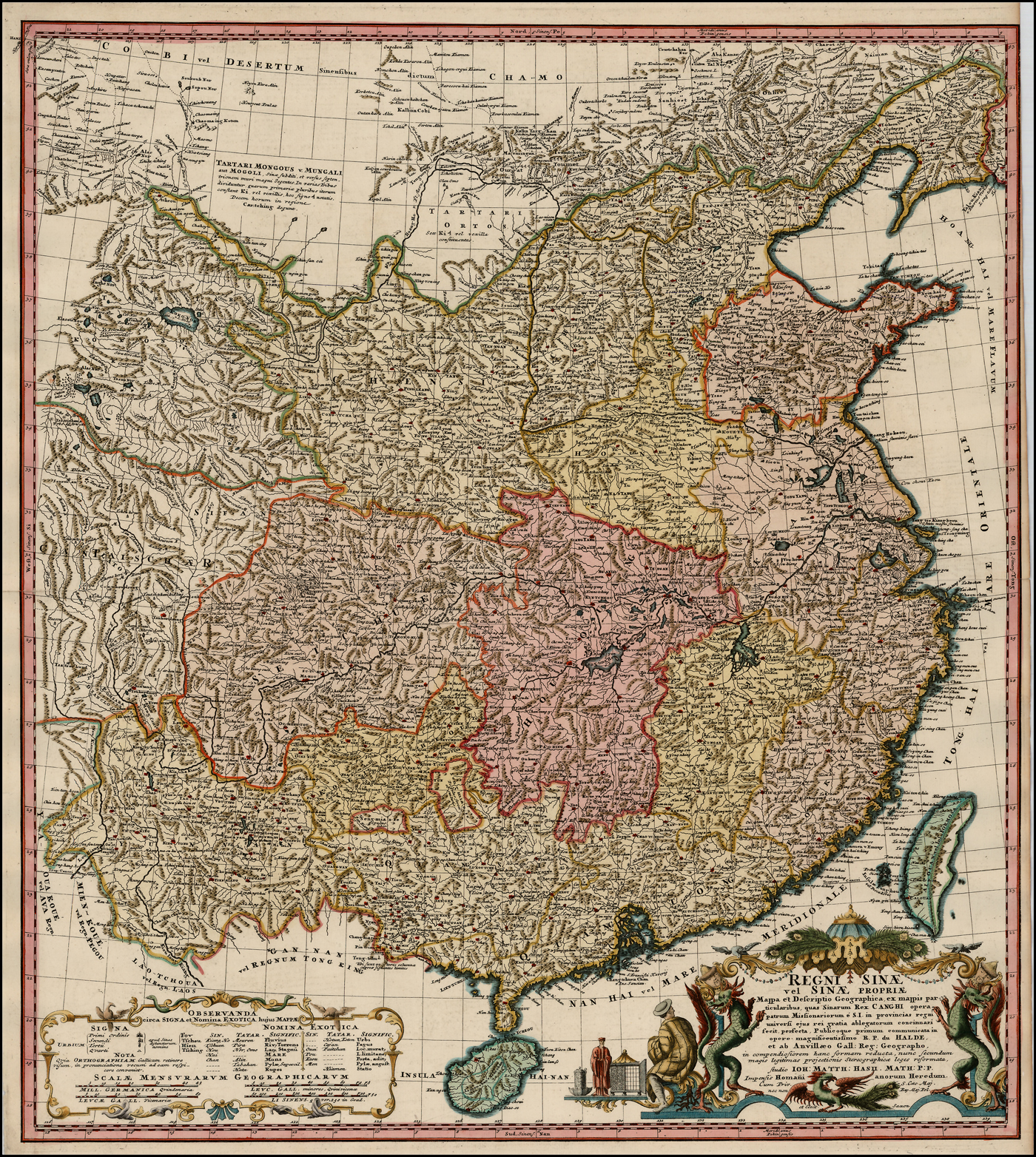
Bản đồ Trung Quốc năm 1740 là bản sao nguyên gốc của bản đồ d'Anville 1735, do Thủ tướng Đức Angela Merkel tặng Chủ tịch Trung Quốc Tập Cận Bình. Lãnh thổ Nhà Thanh (đầu thời Càn Long khoảng 1735-1740, thời cực thịnh, cùng thời Chúa Nguyễn Việt Nam khai thác Hoàng Sa) không bao gồm đường lưỡi bò bao trọn quần đảo Hoàng Sa và các quần đảo trên Biển Đông.

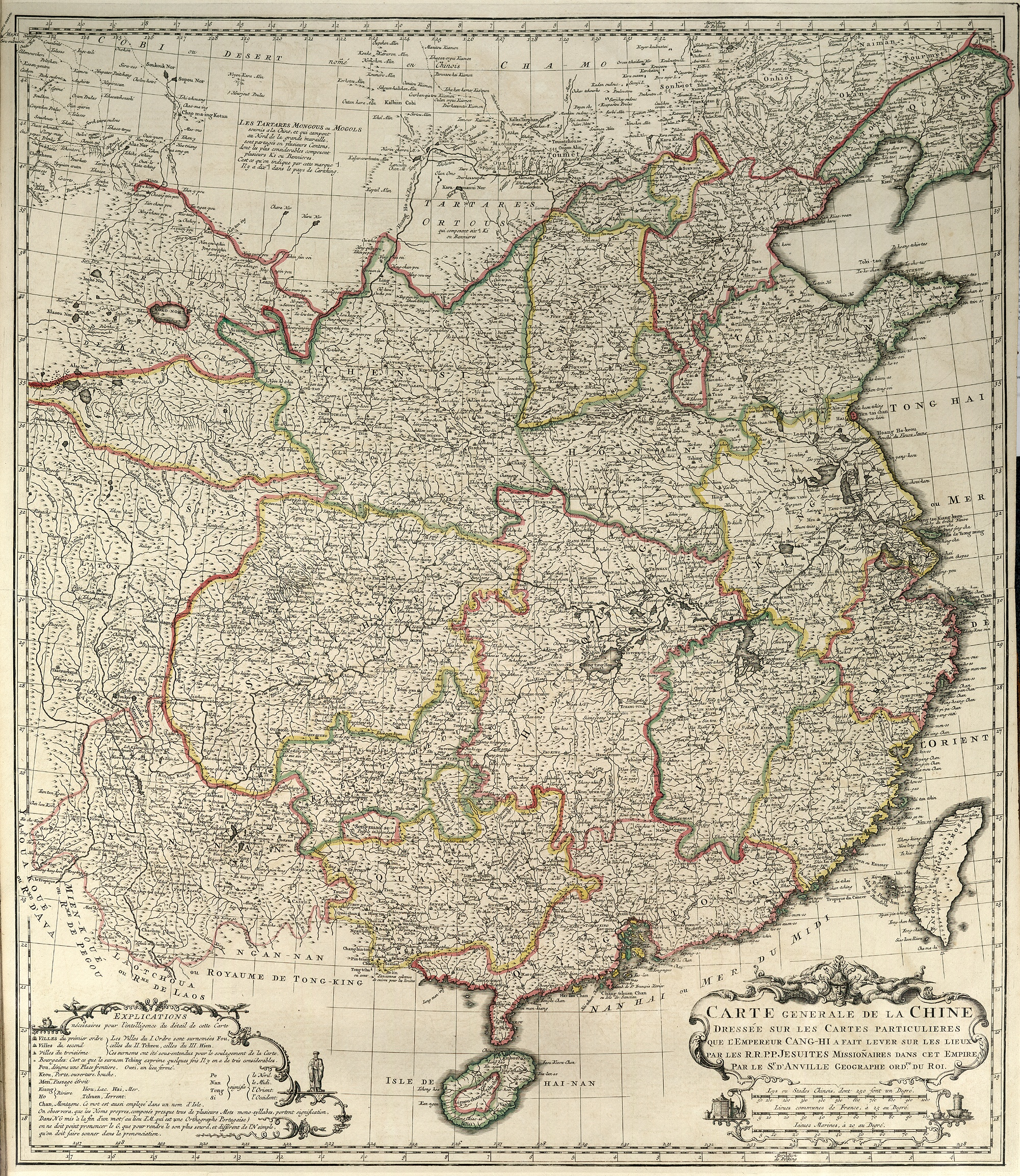
Bản đồ Trung Quốc năm 1737, do chính Jean-Baptiste Bourguignon d'Anville vẽ, cũng thể hiện lãnh thổ Trung Quốc cũng chỉ đến đảo Hải Nam mà không bao gồm đường chữ U bao trọn quần đảo Hoàng Savà các quần đảo trên Biển Đông.

Hoàng triều trực tỉnh địa dư toàn đồ, do Nhà Thanh Trung Quốc in, có ghi cực nam lãnh thổ Trung Quốc là đảo Hải Nam.

Thoạt tiên đây là "Đường mười một đoạn" và xuất hiện công khai lần đầu tiên vào tháng 2 năm 1948 trong phụ lục "Bản đồ vị trí các đảo Nam Hải" của "Bản đồ khu vực hành chính Trung Hoa Dân Quốc" do Cục Phương vực Bộ Nội chính Trung Hoa Dân Quốc phát hành.
Đường này xuất hiện do thời điểm đó Trung Hoa Dân Quốc không có khả năng đo lường các hòn đảo để xác định mọi địa hình tạo đường phân định cho khu vực hành chính xung quanh vì thế họ vẽ ra đường chạy qua điểm giữa các hòn đảo và vùng đất lân bang để chỉ ra rằng các đảo nằm bên trong đường vẽ ra là lãnh thổ Trung Hoa. Đường này chạy qua điểm trung tuyến giữa các điểm nhô ra nhất của các hòn đảo và địa hình của đất liền xung quanh. Không hề có các tọa độ địa lý cụ thể được nêu ra và những bản đồ mỗi thời in đường mười một đoạn này lại khác nhau.
Cộng hòa Nhân dân Trung Hoa sau khi thành lập năm 1949 vẫn xác định cương vực trên Biển Đông theo "đường mười một đoạn" của Trung Hoa Dân Quốc, đến năm 1953 thì bỏ hai đoạn trong vịnh Bắc Bộ, trở thành "đường chín đoạn".
Đường chín đoạn bao trọn bốn nhóm quần đảo, bãi ngầm lớn trên Biển Đông là quần đảo Hoàng Sa, quần đảo Trường Sa, quần đảo Đông Sa và bãi Macclesfield với khoảng 75 % diện tích mặt nước của Biển Đông, chỉ còn lại khoảng 25% cho tất cả các nước Philippines, Malaysia, Brunei, Indonesia và Việt Nam, tức mỗi nước được trung bình 5%.
Trong suốt một thời gian dài, mặc dù cho xuất bản bản đồ có thể hiện "đường lưỡi bò" như trên, nhưng cả Chính phủ Trung Hoa Dân quốc lẫn Chính phủ Cộng hòa Nhân dân Trung Hoa chưa bao giờ đưa ra lời tuyên bố hoặc giải thích chính thức gì về "đường lưỡi bò" đó.
Năm 1993, chính phủ Đài Loan công bố Nam Hải Chính sách Cương lĩnh cho rằng Đường chín đoạn phân định ra vùng nước lịch sử. Nhưng đến năm 2003 Tổng thống Đài Loan Trần Thủy Biển đã bác bỏ chính sách này.
Công hàm Trung Quốc gửi lên Tổng thư ký Liên Hợp Quốc, tháng 5 năm 2009 đã làm tranh chấp căng thẳng thêm. Trong trang đầu, Trung Quốc tuyên bố quyền tối cao đối với "các đảo ở Biển Đông và các vùng biển lân cận", tuy nhiên, ý nghĩa của 9 đoạn trên bản đồ ở trang thứ hai là không rõ ràng. Ngoài ra, bản đồ này chứa một số lỗi như sau: Tỉ lệ xích thì đúng nhưng thước tỉ lệ thì vẽ sai: 1 km được thể hiện bằng 635 mét. Như vậy nếu dùng thước tỷ lệ này vào việc đo 200 hải lý (370 km) trên bản đồ, chỉ bằng 127 hải lý (235 km) trên thực địa. Hơn nữa, áp dụng thước tỷ lệ này trên các bản đồ của Mỹ thì hóa ra 1 km chỉ có 630 m. Đảo Lý Sơn được thể hiện gần như vô hình trong khi các đảo khác có kích thước tương tự, ví dụ đảo Cù Lao Chàm, được thể hiện rất rõ. Đảo Tri Tôn thuộc quần đảo Hoàng Sa, chỉ nằm cách đảo Lý Sơn 123 hải lý (227,8 km)., lại không có trên bản đồ.

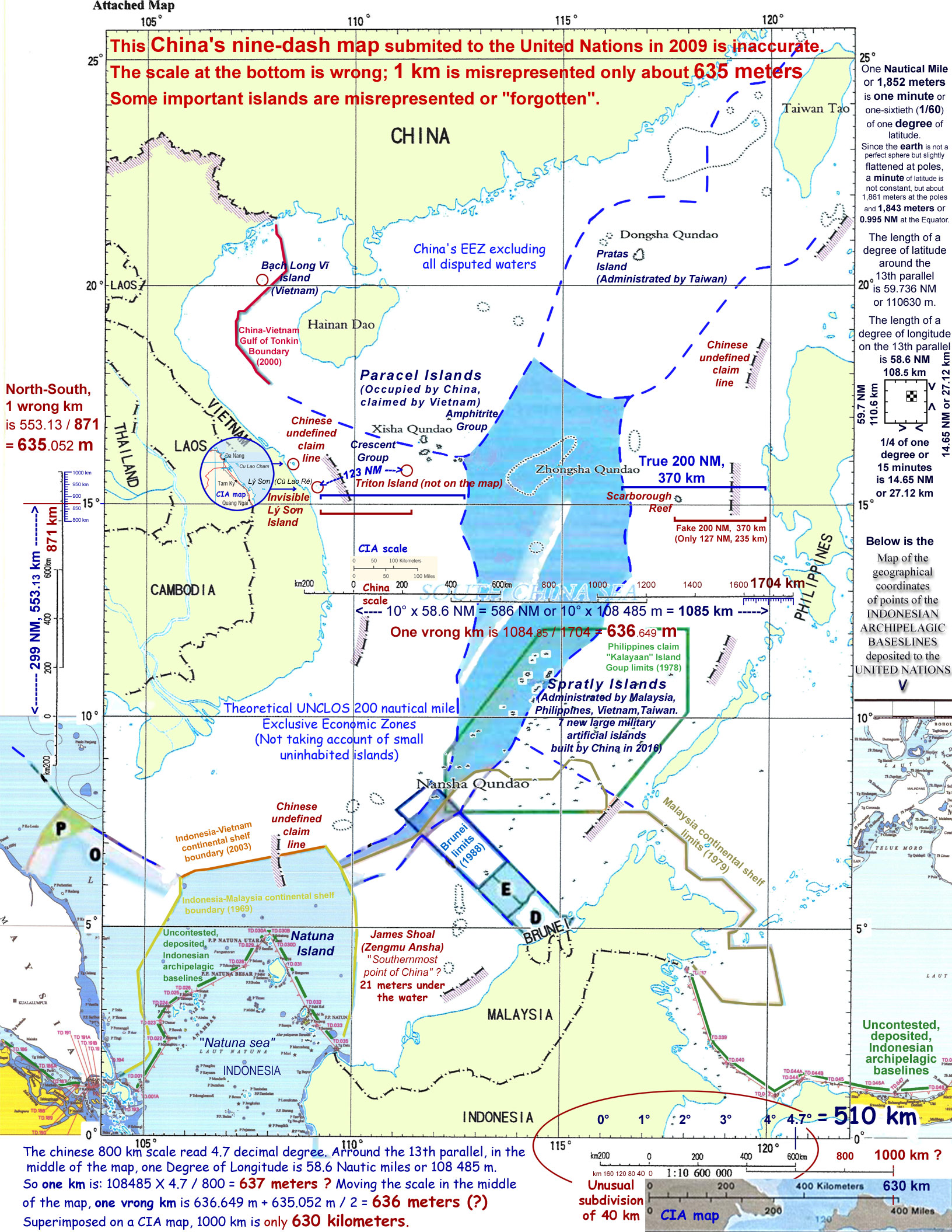
Bản đồ đường chín đoạn thể hiện sai thước tỉ lệ.

Trong nửa đầu năm 2014, sau một thời gian kéo giàn khoan Hải Dương 981 vào vùng biển Việt Nam, ngày 25 tháng 6 năm 2014, báo chí Trung Quốc đã công bố bản đồ dọc có đường lưỡi bò nhưng lần này bổ sung thêm một đoạn thành Đường mười đoạn.
Ngày 12 tháng 7 năm 2016, Tòa Trọng tài theo Phụ lục VII của Công ước Liên Hợp Quốc về Luật biển năm 1982 ở The Hague, Hà Lan tuyên bố Philippines thắng kiện Trung Quốc về vấn đề Biển Đông và yêu sách đường lưỡi bò của Trung Quốc không có cơ sở pháp lý cũng như Trung Quốc không có "quyền lịch sử" với các vùng biển ở Biển Đông.

## Tranh chấp nội vùng đường chín đoạn
Các sự kiện nổi lên trong quan hệ Việt - Trung như cản trở hợp đồng của BP với Việt Nam tại khu vực bồn trũng Nam Côn Sơn (năm 2007), cản trở hợp đồng của Exxon Mobil với Việt Nam (năm 2008), vụ tàu Trung Quốc bắn ngư dân Việt Nam năm 2007, vụ căng thẳng giữa tàu thăm dò đại dương USNS Impeccable (T-AGOS-23) của Mỹ với một số tàu Trung Quốc đầu năm 2009 v.v... đều nằm trong ranh giới đường chín đoạn trên biển này.
Trong năm 2012, bãi cạn Scarborough - một bãi đá nằm cách bờ biển Philippines tầm 124 hải lý và hoàn toàn thuộc vùng đặc quyền kinh tế 200 hải lý của nước này - đã trở thành mục tiêu tranh chấp căng thẳng và kéo dài giữa Trung Quốc và Philippines. Bãi cạn Scarborough nằm trong vùng biển mà đường chín đoạn đã vẽ.
Ngày 23 tháng 6 năm 2012, Tổng công ty Dầu khí Hải dương Trung Quốc (CNOOC) công bố mời thầu quốc tế với chín lô dầu khí. Các lô dầu khí này, chiếm diện tích tới 160.129 km², thuộc nội vùng biển của đường chín đoạn nhưng nằm sâu trên thềm lục địa của Việt Nam; chồng lấn lên các lô từ 128 đến 132 và từ 145 đến 156 mà Tập đoàn Dầu khí Quốc gia Việt Nam đã và đang tiến hành các hoạt động dầu khí cùng đối tác của mình.
Tháng 5 năm 2014, Cộng hòa Nhân dân Trung Hoa đưa giàn khoan HD-981 vào khu vực Biển Đông gần đảo Tri Tôn thuộc quần đảo Hoàng Sa, dẫn tới việc nhà nước Cộng hòa Xã hội chủ nghĩa Việt Nam ra tuyên bố phản đối, đồng thời tàu thuyền của hai quốc gia đã có một số va chạm.

## Quan điểm

### Trung Quốc
Tại diễn đàn an ninh Đối thoại Shangri-La ở Singapore năm 2014, Phó Tham mưu trưởng quân đội Trung Quốc Vương Quán Trung (Wang Guanzhong) cho biết bản đồ với "Đường lưỡi bò" phản ánh 2.000 năm lịch sử Trung Quốc, và do đó nó có trước Công ước Liên Hợp Quốc về Luật biển. Từ đó, ông Vương cho rằng khu vực này không phù hợp để áp dụng Công ước Liên Hợp Quốc về Luật biển trong khi công ước này ra đời để áp dụng chung cho việc giải quyết mọi tranh chấp mà không hề nêu ra ngoại lệ.

### Hoa Kỳ
Theo phân tích của Bộ Ngoại giao Hoa Kỳ số 143 ra ngày 5 tháng 12 năm 2014 thì đường chín đoạn của Hoa lục có nhiều vấn đề không hợp lệ theo công pháp quốc tế nên không có cơ sở pháp lý. Thứ nhất bản đồ công bố năm 1947 và bản đồ năm 2009 không ăn khớp với nhau vì bất nhất ở vị trí lằn ranh. Ví dụ là lằn ranh số 2 theo bản đồ dẫn năm 2009 nhích sát miền Trung Việt Nam thêm 45 hải lý so với bản đồ dẫn năm 1947. Vị trí lằn ranh trên những tấm bản đồ năm 1984 và 2013 cũng khác nhau, không đích xác là đâu là biên giới cả.
Thứ hai, lằn ranh không lấy trung tuyến giữa hải đảo và đường cơ sở đất liền mà lại lấn vào vùng đất liền, trái với Công ước Liên Hợp Quốc về Luật biển. Ví dụ như lằn ranh số một cách đảo Tri Tôn 84 hải lý nhưng chỉ cách Cù Lao Ré có 36 hải lý.
Chiếu theo công pháp quốc tế thì hải đảo là ụ đất phải nhô lên khỏi mặt biển khi thủy triều ở mực nước cao nhất. Nếu đạt đúng nghĩa là đảo thì những địa thể này chỉ có lãnh hải 12 hải lý mà thôi; trong khi đó vùng đặc quyền kinh tế (EEZ) của quốc gia duyên hải bao phủ 200 hải lý. Những mỏm đá ngầm, rạn san hô, bãi cạn và đảo nhân tạo mà Trung Quốc đòi sở hữu đều không đạt tiêu chuẩn hải đảo thì không có quyền thiết lập lãnh hải.
Cũng chiếu theo công pháp quốc tế, nếu thiết lập ranh giới quốc tế thì phải có đồng thuận song phương. Vì vùng Biển Đông còn ở trong tình trạng tranh chấp nên không đạt chuẩn mực biên giới quốc tế.
Còn về vùng biển lịch sử thì tiêu chuẩn này thường áp dụng với những vịnh biển hay vụng nước sát bờ như trường hợp Bột Hải chứ không thể bao phủ một vùng biển khơi. Bộ Ngoại giao Hoa Kỳ khi đem đối chiếu tuyên bố "đường chín đoạn" của Hoa lục và công pháp quốc tế đã kết luận rằng những đòi hỏi chủ quyền của Bắc Kinh hoàn toàn không hội đủ điều kiện pháp lý quốc tế.

### Việt Nam
Việt Nam tuyên bố chủ quyền với 2 quần đảo Hoàng Sa và Trường Sa. Phía Việt Nam nói rằng họ "có đầy đủ bằng chứng lịch sử về chủ quyền của vùng biển và 2 quần đảo này".
Quan điểm của Đảng Cộng sản Việt Nam về bảo vệ chủ quyền biển, đảo được thể hiện tập trung trong các nghị quyết, chỉ thị của Đảng, nhất là Nghị quyết 03/NQ-TW ngày 6-5-1993 của Bộ Chính trị (Khóa VII) về "Một số nhiệm vụ phát triển kinh tế biển trong những năm trước mắt"; Chỉ thị 20-CT/TW ngày 22- 9-1997 của Bộ Chính trị (Khóa VIII) về "Đẩy mạnh phát triển kinh tế biển theo hướng CNH, HĐH"; Nghị quyết Trung ương 4 (Khóa X) về "Chiến lược Biển Việt Nam đến năm 2020", gồm những nội dung cơ bản sau:
- Biển, đảo là bộ phận lãnh thổ thiêng liêng của Tổ quốc, có vị trí đặc biệt quan trọng trong sự nghiệp xây dựng, phát triển và bảo vệ đất nước. Bảo vệ chủ quyền biển, đảo là nhiệm vụ trọng yếu của toàn Đảng, toàn dân, toàn quân.

- Phát huy sức mạnh tổng hợp của cả nước, của cả hệ thống chính trị, dưới sự lãnh đạo của Đảng, sự quản lý, điều hành thống nhất của Nhà nước, giữ vững độc lập, chủ quyền, quyền chủ quyền, quyền tài phán toàn vẹn vùng biển của Tổ quốc.

- Kết hợp chặt chẽ các hình thức, biện pháp ngoại giao, pháp lý, kinh tế, quốc phòng - an ninh để quản lý, bảo vệ vùng biển của Tổ quốc.

- Đẩy mạnh phát triển kinh tế biển gắn liền với tăng cường quốc phòng- an ninh trên biển; tập trung xây dựng thế trận quốc phòng toàn dân gắn với thế trận an ninh nhân dân vững chắc trên biển, xây dựng lực lượng vũ trang nhân dân, trước hết là lực lượng hải quân, cảnh sát biển, bộ đội biên phòng và dân quân, tự vệ biển đủ sức làm nòng cốt trong nhiệm vụ quản lý, bảo vệ chủ quyền biển quốc gia.

- Kết hợp sức mạnh dân tộc với sức mạnh thời đại, kết hợp nguồn lực trong nước với nguồn lực từ bên ngoài, thông qua hợp tác, hội nhập kinh tế quốc tế; trong đó, nguồn lực trong nước là nhân tố quyết định, thực hiện vừa hợp tác vừa đấu tranh, giữ vững môi trường hòa bình, ổn định trên các vùng biển, đảo để phát triển kinh tế biển và bảo vệ an ninh, chủ quyền quốc gia trên biển.

- Đối với các tranh chấp trên Biển Đông, chủ trương nhất quán của Việt Nam là các bên tôn trọng nguyên trạng, không sử dụng hoặc đe dọa sử dụng vũ lực, giải quyết mâu thuẫn thông qua thương lượng hòa bình trên cơ sở tôn trọng độc lập, chủ quyền, toàn vẹn lãnh thổ, phù hợp với luật pháp quốc tế, đặc biệt là Công ước về Luật biển năm 1982 của Liên Hợp Quốc, Tuyên bố về cách ứng xử của các bên ở Biển Đông (DOC), nhằm tìm kiếm một giải pháp cơ bản và lâu dài, đáp ứng lợi ích chính đáng của các bên, tiến tới xây dựng Biển Đông thành vùng biển hòa bình, hợp tác và phát triển.

## Vấn đề công nhận

Tuyên bố Đường chín đoạn của Trung Quốc ở Biển Đông (màu đỏ) so với những khu đặc quyền kinh tế 200 hải lý cho mỗi quốc gia theo quy định của Công ước Liên Hợp Quốc về Luật biển (màu xanh) bao gồm các đảo đang có tranh chấp (màu xanh lá cây).

Từ khi Trung Hoa Dân Quốc công bố ranh giới chín đoạn vào năm 1947 cho tới nay, Trung Hoa Dân Quốc và Cộng hòa Nhân dân Trung Hoa cũng chưa bao giờ chính thức nói ý nghĩa của ranh giới đó là gì: nó là ranh giới cho chủ quyền đối với các đảo hay cho cả chủ quyền đối với các vùng nước. Nếu cho cả chủ quyền đối với các vùng nước thì với tư cách gì: nội thủy, lãnh hải, vùng đặc quyền kinh tế, thềm lục địa, hay biển lịch sử, dù Trung Quốc đã có nhiều hành động thực tế bên trong ranh giới chín đoạn, thí dụ như: khảo sát vùng bãi ngầm James sát bờ biển Malaysia (năm 1983), ký hợp đồng khảo sát vùng Tư Chính với Crestone (năm 1992), quy định là tất cả các bản đồ của Trung Quốc phải vẽ ranh giới chín đoạn (năm 2006).
Sau vụ đụng độ giữa Hải quân Trung Quốc và Hải quân Việt Nam năm 1988, một số học giả Trung Quốc nói rằng ranh giới chín đoạn là ranh giới biển lịch sử của Trung Quốc. Tuy nhiên, dù Trung Quốc có đề cập tới chủ quyền lịch sử của họ ở Biển Nam Trung Hoa hay chủ quyền của Trung Quốc đối với Hoàng Sa, Trường Sa và những vùng biển lân cận, phát ngôn chính thức của Trung Quốc cũng chưa bao giờ chính thức nói là phạm vi của những vùng biển đó là ranh giới chín đoạn. 
Phản đối quan điểm của nhóm các học giả trên, nhóm thứ hai cho rằng yêu sách vùng nước lịch sử của Cộng hòa Trung Hoa khó có thể biện minh được cho tính chất tuỳ tiện, thiếu hệ thống tọa độ cũng như khái niệm vùng nước lịch sử đã trở nên lỗi thời, không thể sử dụng để trợ giúp cho yêu sách của chính quyền Trung Quốc và Đài Loan.
Tại cuộc Hội thảo lần thứ nhất về vấn đề tranh chấp chủ quyền tại Biển Đông tổ chức tại Hà Nội tháng 3 năm 2009, báo cáo của ông Hoàng Việt thuộc Quỹ Nghiên cứu Biển Đông, đã phân tích các yêu sách của Trung Quốc về khu vực "đường lưỡi bò" theo luật quốc tế, khẳng định đường lưỡi bò vi phạm Công ước Liên Hợp Quốc về Luật biển 1982.
Chỉ một ngày sau khi Trung Quốc trình tấm bản đồ đường chín đoạn trên Biển Đông lên Tổng thư ký Liên Hợp Quốc, ngày 7 tháng 5 năm 2009, Việt Nam, Malaysia và tiếp đó là Indonesia đã phản đối, bác bỏ.
Ngày 5 tháng 4 năm 2011, Philippines gửi thư ngoại giao lên Liên Hợp Quốc phản đối yêu sách đường chín đoạn của Trung Quốc ở Biển Đông, theo đó tuyên bố chủ quyền Biển Đông của Trung Quốc là "không có căn cứ theo luật quốc tế".
Bản thân Trung Quốc cũng không thống nhất với chính họ về việc này.
Tại cuộc hội thảo mang tên Tranh chấp Biển Đông: chủ quyền quốc gia và quy tắc quốc tế do Viện Nghiên cứu Kinh tế Thiên Tắc và báo điện tử Sina.com/blog chủ trì, tổ chức chiều ngày 14 tháng 6 năm 2012 tại Viện nghiên cứu Kinh tế Thiên Tắc, học giả Trung Quốc Lý Lệnh Hoa, nhà nghiên cứu lâu năm về vấn đề vạch ranh giới biển quốc tế, thừa nhận rằng: Đường chín đoạn do tiền nhân của chúng ta vạch ra không có kinh độ, vĩ độ cụ thể, cũng chẳng có căn cứ pháp lý".

## Phán quyết của Tòa án Trọng tài thường trực
Ngày 12 tháng 7 năm 2016, tại Tòa Trọng tài Thường trực Quốc tế (PCA) ở The Hague, Hà Lan, trong vụ kiện chủ quyền của Philippines, tổ trọng tài gồm 5 người đã chính thức tuyên bố bác bỏ đường chín đoạn của Trung Quốc, yêu cầu rút lại chính sách này ngay lập tức. Thẩm phán tại The Hague phán quyết những điều sau:
- Trung Quốc không có "quyền lịch sử" đối với Biển Đông;
- Đường chín đoạn do Trung Quốc tự vẽ ra không phù hợp với Công ước Liên Hợp Quốc về Luật biển;
- Không có thực thể nào ở quần đảo Trường Sa có thể mang lại vùng đặc quyền kinh tế (EEZ) cho Trung Quốc;
- Trung Quốc can thiệp vào quyền đánh bắt cá của ngư dân Philippines, đặc biệt là ở bãi cạn Scarborough;
- Trung Quốc gây thiệt hại đến hệ sinh thái quần đảo Trường Sa bằng các hoạt động như khai thác quá mức, xây đảo nhân tạo;
- Các hành động của Trung Quốc làm gia tăng khả năng xảy ra xung đột với Philippines;
- Đảo Ba Bình, thuộc quần đảo Trường Sa, đang bị Trung Hoa Dân Quốc (Đài Loan) kiểm soát, cũng không thể tạo ra EEZ.